# 内田誠 (随筆家)
内田 誠（うちだ まこと、1893年3月10日 - 1955年8月13日）は、日本の随筆家、俳人。
父は台湾総督の内田嘉吉。東京出身。1912年東京府立第一中学校卒業を経て東京農業大学卒業。明治製菓宣伝部勤務。部下に藤本真澄、戸板康二らがいた。
いとう句会を主催し、俳号を水中亭といった。いとう句会は久保田万太郎を宗匠として渋沢秀雄、徳川夢声、久米正雄、五所平之助、堀内敬三らが集い、戦時下も句会を行っていた。徳川夢声は府立第一中学校の同級生だった。
内田の妻は、田辺茂一の妻の妹で、田辺とは義兄弟になる。

## 著書
- 海彼岸 私家版 1929
- 実際広告の拵へ方と仕方 片岡重夫共著 春陽堂 1931
- 水中亭雑記 私家版 1933
- 浅黄裏 文体社 1935
- 父 双雅房 1935
- 喫茶卓 双雅房 1936
- 緑地帯 モダン日本社 1938
- 銀座 改造社 1940
- 水中亭句集 春蘭発行所 1940
- 広重 東洋美術文庫 第47巻 アトリヱ社 1940
- 遊魚集 小山書店 1941
- いかるがの巣 石原求龍堂 1943
- 惚々帳 白鴎社 1947
- 会社員 有情社 1947
- 落穂抄 露伴先生に聞いた話 随筆集 青山書院 1948